# Brad Wall (Politiker)

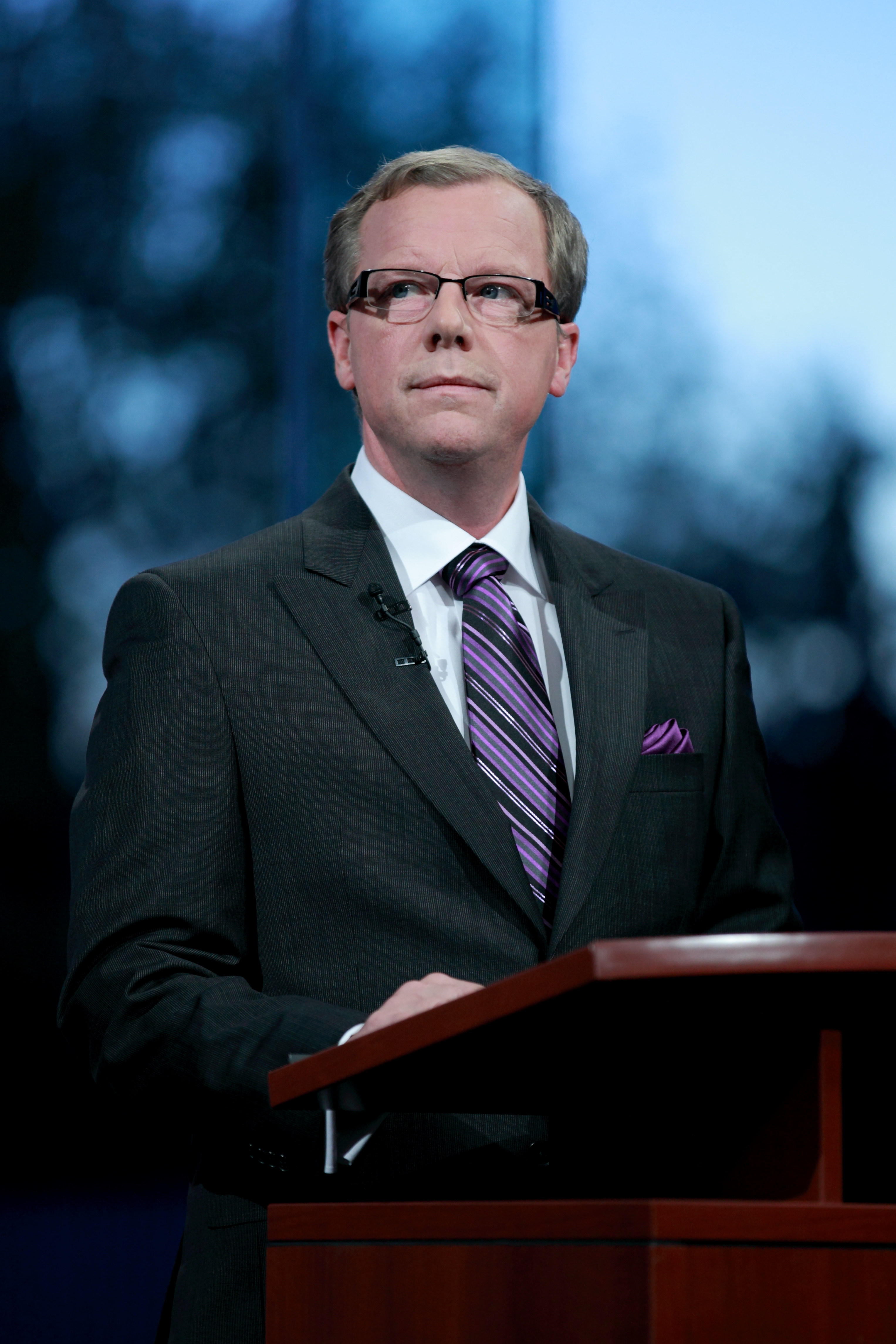
Brad Wall (2011)

Bradley („Brad“) John Wall  (* 24. November 1965 in Swift Current, Saskatchewan) ist ein kanadischer Politiker und Unternehmer. Vom 21. November 2007 bis zu seinem Rücktritt am 2. Februar 2018 war er Premierminister der Provinz Saskatchewan. Wall ist außerdem von 2004 bis 2017 Vorsitzender der Mitte-rechts stehenden Saskatchewan Party, von 1999 bis 2018 vertrat er den Wahlkreis Swift Current in der Legislativversammlung von Saskatchewan.

## Biografie
An der University of Saskatchewan studierte Wall Verwaltungswissenschaft und Politikwissenschaft. Seine politischen Wurzeln liegen bei der Progressive Conservative Party of Saskatchewan, die in den 1980er Jahren unter Grant Devine die Provinzregierung stellte. Mehrere Jahre lang arbeitete Wall als Assistent der Minister Graham Taylor und John Gerich. 1991 trat er in Swift Current die Stelle als Direktor für wirtschaftliche Entwicklung an, daneben führte er saisonal ein touristisches Unternehmen. Er war auch Mitglied verschiedener Aufsichtsräte sowie Gründer des Southwest Centre for Entrepreneurial Development, einer Non-Profit-Organisation für Wirtschaftsförderung.
Wall trat der neu gegründeten Saskatchewan Party (SP) bei, die aus einer Verbindung ehemals progressiv-konservativer und liberaler Politiker heraus entstanden war. Bei den Wahlen zur Legislativversammlung im September 1999 kandidierte er im Wahlkreis Swift Current und wurde mit großem Vorsprung gewählt. 2003 schaffte er problemlos die Wiederwahl. Am 15. März 2004 wurde er zum neuen Vorsitzenden der SP gewählt und war somit Oppositionsführer. Die Partei hatte bei den Wahlen 2003 noch einen vollständigen Rückzug des Staates aus der Wirtschaft und Steuersenkungen propagiert, doch unter Walls Führung bewegte sie sich zur politischen Mitte hin.
Bei den Wahlen am 7. November 2007 führte Wall die SP zum Wahlsieg. Die Partei steigerte ihren Wähleranteil um über elf Prozent und gewann 38 der 58 Sitze. Zwei Wochen später übernahm Wall von seinem Vorgänger Lorne Calvert das Amt des Regierungschefs. Bei den Wahlen am 7. November 2011 konnte die Saskatchewan Party ihre Mehrheit weiter ausbauen und kam auf 49 Sitze. Auch 2016 gelang ein Wahlerfolg. Im August 2017 kündigte Wall seinen Rücktritt an, den er im Februar 2018 vollzog. Sein Nachfolger wurde Scott Moe.